# Катастрофа Ил-12 в Караганде
В воскресенье 30 июля 1950 года в Караганде потерпел катастрофу Ил-12 компании Аэрофлот, в результате чего погибли 25 человек.

## Самолёт
Ил-12П с бортовым номером СССР-Л1803 (заводской — 93013302, серийный — 33-02) был выпущен ММЗ «Знамя Труда» 31 марта 1949 года и вскоре передан Главному управлению гражданского воздушного флота, которое направило его в 25-й транспортный авиаотряд Казахского управления гражданского воздушного флота. Всего на момент катастрофы авиалайнер имел 953 часа налёта.

## Катастрофа
Самолёт выполнял пассажирский рейс из Алма-Аты, а пилотировал его экипаж, состоящий из командира (КК) В. А. Александрова, второго пилота Н. А. Федулова, штурмана Б. Ю. Кобеца , бортмеханика И. В. Трегубова и бортрадиста А. П. Герасимова. В салоне работала стюардесса Копцева. В 04:50 Ил-12 совершил промежуточную посадку в Карагандинском аэропорту для дозаправки, после выполнения которой в 05:36 взлетел по магнитному курсу 210°. На его борту находились 19 пассажиров. Погода была ясная, имелись отдельные слоисто-кучевые облака, видимость составляла около 30 километров.
Поднявшись на высоту 150 метров, экипаж начал выполнять правый разворот на курс 285°, когда, по показаниям свидетелей, в 05:38 на левом двигателе возникли резкие выхлопы. Затем в 05:42 экипаж доложил диспетчеру об отказе левого двигателя и о намерении вернуться в аэропорт. Диспетчер дал разрешение на посадку с прямой по курсу 30°, после чего экипаж выполнил правый разворот на курс 110° и направился к аэродрому. Так как впереди на пути полёта стоял элеватор высотой 67 метров, то экипаж выполнил доворот вправо и теперь летел под углом 80° к продолженной оси ВПП. Самолёт при этом летел на высоте 100 метров с правым креном и с некоторым заносом хвоста.
Пересекая продолженную ось ВПП на высоте 50—70 метров, командир начал убирать правый крен доворотом влево, а также выпустил шасси. Но Ил-12 вдруг неожиданно резко развернулся влево, и потеряв скорость перешёл в штопор, после чего в 05:44 под углом 60° врезался правой плоскостью крыла и правым двигателем в землю и взорвался. Все 25 человек на борту погибли.

## Расследование
Как выяснила комиссия, 27 июля этот самый самолет проходил 100-часовое регламентное обслуживание на базе в Алма-Ате. Затем 29 июля был выполнен облёт, который совершал тот же экипаж, что и в разбившемся рейсе. При этом перед взлётом левый двигатель остановился, а затем через некоторое время вновь запущен. Однако эту техническую проблему экипаж скрыл. Причины, почему же двигатель остановился, не выяснялись.
Согласно выводам комиссии, к катастрофе привели следующие причины:
1. Отказ левого двигателя по неустановленной причине.
2. Плохое руководство лётной службой в аэропорту Караганды.
3. Ошибка в технике пилотирования ввиду недостаточной тренировки командира экипажа к полётам на одном моторе (доворот в сторону отказавшего двигателя и выпуск шасси).

По мнению комиссии, командир принял правильное решение о посадке с прямой. Но когда диспетчер дал разрешение пилотам на посадку по курсу 30° и с прямой, то это только создало путаницу и значительно усугубило ситуацию. Тем более, что большой размер Карагандинского аэродрома с ровными полосами подхода и ясная погода позволяли экипажу совершить безопасную посадку на одном работающем двигателе. Сопутствующими причинами стали отсутствие квалифицированной помощи коменданта аэропорта, который перепоручил руководство полётом недостаточно квалифицированному диспетчеру, а также плохой контроль за состоянием матчасти, раз удалось скрыть факт остановки двигателя перед облётом.